# Stamcell

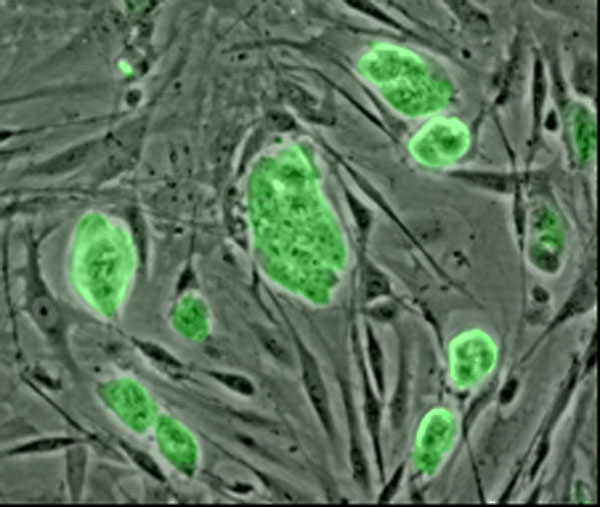
Färgade embryonala stamceller från en mus.

Stamceller är icke-specialiserade celler som finns i alla flercelliga organismer. Stamceller har två egenskaper som utmärker dem från andra celltyper. Dels kan stamceller genomgå ett obegränsat antal celldelningar (mitoser), och dels har stamceller förmågan att mogna (differentiera) till flera celltyper. Grunden för forskning kring mänskliga stamceller lades av de kanadensiska forskarna Ernest McCulloch och James Till under 1960-talet.
Stamceller brukar ofta delas upp i tre grupper: adulta stamceller hos den fullvuxna individen, embryonala stamceller och stamceller från navelsträngen. I embryot som utvecklas ger stamceller upphov till alla vävnader i det blivande fostret. I vuxna individer utgör stamceller framförallt ett reparationssystem för att ersätta skadade celler. Eftersom stamceller har potential att mogna ut till specialiserade celltyper finns stora förhoppningar om deras medicinska roll.

## Egenskaper hos stamceller

### Definierande egenskaper
Två egenskaper definierar stamcellen:
- Oändlig potential till celldelningar och samtidigt behålla dottercellerna odifferentierade
- Kapacitet att mogna ut till en eller flera olika celltyper

#### Potens
Potensgraden anger till vilken grad stamcellen kan differentiera.
- Totipotenta stamceller är de allra tidigaste cellerna i embryot, vilka har förmågan att bilda vilken celltyp som helst i organismen inklusive celler som bildar moderkakan (placenta).

- Pluripotenta stamceller som kan ge upphov till alla celler i en vuxen individ. Kan ej ge upphov till placenta.

- Multipotenta stamceller ger enbart upphov till en närbesläktad familj av celler, t.ex. hematopoetiska celler blir blodceller.

- Unipotenta stamceller kan endast ge upphov till en enda differentierad celltyp.

## Embryonala stamceller

Humana embryonala stamceller.

Då ett befruktat ägg är upp till 4 dagar gammalt finns det totipotenta stamceller i dess inre. Runt dag 5 i det mänskliga embryot påbörjas celldifferentieringen till de tre celltyperna trofektoderm (yttre cellmassa), primitivt endoderm och epiblast (den inre cellmassan).
Vissa celler i den inre cellmassan, även kallade embryonala stamceller, kan utvecklas till vilka celltyper som helst i kroppen (dessa stamceller betecknas som pluripotenta).  De är alltså generella och inte specialiserade, och är av den anledningen mycket eftertraktade av forskare.

## Fosterstamceller
De stamceller som utvinns ur aborterade foster eller ur det blod som kan tas ut via dess navelsträng kallas fosterstamceller. Dessa celler är multipotenta. Med andra ord kan exempelvis stamcellerna från fostrets nervsystem bilda de olika typerna av nervceller, och stamcellerna från navelsträngen kan ge olika sorters blodceller.
Fosterstamcellerna som finns i de omogna könscellerna kan utvecklas till samtliga kroppsceller. De är alltså pluripotenta.

## Adulta stamceller
Stamceller finns även i den vuxna människokroppen. Uppgiften hos dessa celler är således att underhålla och reparera kroppens vävnader och organ. Då dessa celler delar sig förblir den ena cellen en stamcell, medan den andra uträttar det arbete som krävs i just den delen av kroppen där delningen sker; cellerna är multipotenta.  Adulta stamceller kallas de stamceller som finns i den färdigutvecklade vuxna organismen. Adulta stamceller är svåra att påvisa och antalet är mycket litet. Adulta stamceller finns i flera vävnadstyper, varav de flesta adulta stamceller är multipotenta och har därmed förutbestämd differentieringspotential.
Exempel på vävnader med adulta stamceller är benmärgen men även i mer begränsad omfattning i hjärnan. Stamceller förekommer också i navelsträngen och navelsträngsblodet. Det går att spara nedfrysta stamceller under lång tid och de kan flyttas mellan människor.

## Cancerstamceller
Cancerstamcellteorin uppkom för ett antal år sedan[när?], men har på senare år[när?] blivit allt mer accepterad då flera rapporter talar för teorin. De identifierades under sent 90-tal och sedan dess har forskning kring cancerstamceller ökat. En cancerstamcell liknar på många sätt en normal stamcell och kan uppstå genom att en cancercell ådrar sig mutationer som främjar t. ex. själv-förnyelse.  
En annan hypotes för hur cancerstamceller uppstår är genom att en normal stamcell ådrar sig mutationer. Då en stamcell delar sig själv bildas dels en kopia av stamcellen, dels en ny specialiserad cell. Om stamcellen genomgått en mutation, det vill säga en förändring i cellen, sprids det vidare dels till kopian, dels till dottercellen.  
Orsaken till sådana mutationer är forskare oense om. Det finns två huvudsakliga teorier. Den ena är att en rad mutationer av vanliga celler förändrar egenskaperna hos dessa, så att cellerna får stamcellskaraktär och sprider mutationen vidare, och således fungerar som stamceller. Den andra teorin är att stamcellerna får tumöregenskaper genom mutationer.

## Forskningshistoria
År 1908 myntades begreppet stamcell av ryssen Alexander Maksimov på en kongress i Berlin. 
Under andra halvan av nittonhundratalet utvecklades teorierna. På 1960-talet upptäckte amerikanska forskare hur benmärgen hos möss förnyade sig själv. Tio år senare upptäcker man stamceller i mänskligt blod. 
År 1992 lyckas man odla nervstamceller på konstgjord väg. Fem år senare upptäcks cancerstamcellerna för första gången, då det visas att leukemi kommer från sådana celler. Året därpå lyckas en amerikan göra den första stamcellslinjen, där samtliga stamceller odlas fram ur ett och samma embryo. 
Först under 2000-talet rapporteras det om adulta stamceller. År 2001 lyckas man klona embryonala stamceller. År 2007 rapporterade tre skilda forskarlag att det går att använda mänskliga multipotenta hudceller till embryonala stamceller hos möss. Under 2008 har det kommit många rapporter om nya framsteg. Året inleddes med att man lyckades utvinna mänskliga embryonala stamceller utan att skada embryot. Under 2005-2008 har det skett enorma framsteg inom stamcellsforskningen.  

## Problematik kring forskningen
Det första hindret att övervinna är tillgången på embryonala stamceller. I varje embryo finns det endast 30-40 stamceller, och de måste tas ut när embryot är fyra-fem dagar gammalt. 
Ett annat problem är att embryonala stamceller, som är den mest intressanta typen av stamceller eftersom de kan bilda samtliga kroppsceller, kan ge upphov till tumörer. Detta eftersom de inte påverkas av sin omgivning som adulta celler gör, då de adulta cellerna är specialiserade på sina respektive områden. 
Ytterligare ett problem att lösa med embryonala stamceller är att kunna styra differentieringen så att precis rätt typ av cell bildas.
Problemet är dock löst med hjälp av inducerade pluripotenta stamceller som kan tas fram utan ett embryo och kan bilda i princip vilka andra kroppsceller som helst, förutom placentan.

## Politik och forskning
Användandet av stamceller är politiskt kontroversiellt i många länder, då den viktigaste källan för humana stamceller är aborterade foster.
Från och med april 2005 är det i Sverige tillåtet att forska på befruktade ägg för att bota svåra sjukdomar. Tidigare har detta enbart varit tillåtet för att förbättra metoderna för provrörsbefruktningar. Lagen tillåter numera även skapandet av stamceller genom så kallad somatisk cellkärnöverföring. Överföringen innebär att kärnan i ett obefruktat ägg tas bort och ersätts med kärnan från en kroppscell från en annan människa. Både forskning på befruktade ägg och somatisk cellkärnöverföring ska dock först godkännas vid en etisk prövning. 
Storbritannien var först i Europa med att i lag tillåta att embryon framställs för forskningsändamål. Vissa EU-länder är väldigt restriktiva till embryoforskning och tillåter inte stamcellsforskning ens på överblivna provrörsembryon. Däremot har Finland, Italien, Nederländerna och Storbritannien regler som liknar de svenska. Utanför Europa tillåts framställning av embryon för stamcellsforskning inklusive terapeutisk kloning bland annat i Japan. Även i Singapore och Kina uppges friheten vara stor. I USA har president Bush förbjudit all forskning på stamceller som inte görs på redan framtagna stamcellslinjer, dock har Obama nu tillåtit det. Delstaten Kalifornien röstade dock för en satsning på stamcellsforskning, och där bygger man nu upp ett institut för stamcellsforskning.
Forskning på stamceller aktualiserar grundläggande etiska frågeställningar. Frågeställningar som kan bli aktuella inom stamcellsforskningen beror bland annat på varifrån stamcellerna hämtas, syftet med forskningen och vem som får ta del av kunskaperna.
Argument för forskningen är främst de kunskapsvinster som direkt eller indirekt kan rädda liv eller bidra till att förbättra livskvaliteten hos många. Motståndare menar bl. a. att embryot är en skyddsvärd människa och accepterar inte embryonal stamcellsforskning då den leder till embryots död. Andra motargument kan handla om eventuellt missbruk som till exempel handel med embryon eller orättvisor när det gäller vem som ska få ta del av behandlingen. 

## Användning idag

### Behandling av "blodcancer" och autoimmuna sjukdomar
Den nuvarande behandlingen (2005) med stamceller är av leukemi och autoimmuna sjukdomar. Det handlar här om adulta benmärgsstamceller, som endast kan bilda blodceller eftersom sådana celler bildas i benmärgen.
Även myelom kan behandlas med i första hand autolog stamcells-transplantation (det vill säga återgivande av patientens egna celler), eventuellt även med allogen stamcellstransplantation (celler från annan möjlig person).   
Under sena delen av 00-talet upptäckte amerikanska och japanska forskare hur man kan framställa stamceller ur mognade celler. Metoden kallas dedifferentiering, och innebär att differentieringsprocessen går baklänges. Detta fungerar utan att behöva klona donerade äggceller, och tekniken är enkel. 2012 delade John B. Gurdon från Storbritannien och Shinya Yamanaka från Japan Nobelpriset i fysiologi eller medicin "för upptäckten att mogna celler kan omprogrammeras till pluripotens" (rörande stamceller).

### Odling av organ
I slutet av 2007 kunde en finländsk 65-årig man få en ny käke, då hans riktiga käke togs bort som följd av en tumör. Allt ben till käken skapades på konstgjord väg, och ingen transplantation från höften behövde göras, som tidigare krävts. Detta gör att det blir mindre börda för både patienter och vården, eftersom bara en operation behöver utföras.
Mannens fettvävnad användes för att ta fram stamceller, som odlades i ett laboratorium. Därefter placerades cellerna i mannens magmuskler där de växte och tog form under nio månader. Därpå opererades käken fast. Mannen slapp biverkningar som normalt blir resultat av transplantationen av ben från höften. Den svenske professorn i käkkirurgi Stefan Lundgren menar att detta är framtiden. 

### Framställning av nya organ
År 2008 blev det känt att en colombiansk kvinna som drabbats av tuberkulos och inte kunde andas på egen hand fått en ny luftstrupe, odlad med stamceller. Istället för en lungtransplantation fick hon ett nytt luftrör av sina egna stamceller. Spanska, italienska och brittiska forskare lyckades att ta bort alla celler på en donerad luftstrupe och ersätta dem med kvinnans egna stamceller och slemhinneceller. Fem år efter operationen angavs att den colombianska kvinnan hade ett stent på grund av ärrbildning men att hon annars mådde bra.
2014 uppstod i Sverige en allvarlig diskussion om att skadade luftstrupar ersatts med syntetiska implantat preparerade med autologa stamceller (oklarheter fanns om tillstånd för läkemedelsprövning, etiktillstånd, samt om eventuellt vållande till död eller kroppsskada).
Forskningen kan komma att leda till att knän, stämband och luftstrupar i framtiden kan odlas genom stamceller.

## Framtidsförhoppningar

### Diabetes
En amerikansk studie från 2007 visar, att transplantationer av stamceller kan göra diabetiker med diabetes typ 1 oberoende av insulin under kortare perioder. Femton personer ingick i studien, och 14 personer klarade sig utan insulin i minst fem månader. En klarade sig så länge som i tre år.

### Parkinsons sjukdom
Att kunna bota Parkinsons sjukdom med stamceller ligger förhoppningsvis inte alltför långt fram. Det handlar om att hitta en celltyp som är tillräckligt bra. Innan stamcellerna transplanteras måste de differentieras, då det inte är säkert att den vuxna människohjärnans miljö kan styra stamcellerna att bli dopaminproducerande. Att få stamcellerna dopaminproducerande är målet vid Parkinsons sjukdom. 
Det krävs förutom dopaminproducerande mer av cellerna om de ska bli funktionellt inkorporerade i det etablerade systemet. De måste bland annat ha de rätta elektrofysiologiska egenskaperna, och skapa rätt synapser (kopplingar mellan nervceller), både till och från sig.

### Cancerbehandling
Stamcellerna skulle också kunna användas för att behandla cancer, eller åtminstone hjälpa att förstå hur cancer fungerar. Om teorin om cancerstamceller stämmer, så finns det stora möjligheter att lindra sjukdomen. Dottercellerna till cancerstamcellerna delar sig snabbt och är enklare att komma åt än själva cancerstamcellerna. Således skulle förloppet kunna lindras.

### Knäskador
Stamceller har i en studie visat sig kunna återbygga skadad vävnad i knäet och lindra smärta som följer av meniskskador.